# Piłkarski Turniej na Cyprze 2007
Piłkarski Turniej na Cyprze 2007 – turniej towarzyski na Cyprze rozegrano po raz jedenasty w 2007 roku. Uczestniczyły w nim cztery reprezentacje narodowe: gospodarzy, Łotwy, Bułgarii i Węgier.

## Mecze

### Półfinały
| 6 lutego Limassol |  | Cypr | 2 | - | 1 (1-0) | Węgry |

| 6 lutego Larnaka |  | Bułgaria | 2 | - | 0 (2-0) | Łotwa |

### O trzecie miejsce
| 7 lutego Limassol |  | Węgry | 2 | - | 0 (1-0) | Łotwa |

### Finał
| 7 lutego Nikozja |  | Cypr | 0 | - | 3 (0-1) | Bułgaria |  |

Triumfatorem piłkarskiego turnieju na Cyprze 2007 została reprezentacja Bułgarii.